# Batalla del castillo de Corbera
La batalla del castillo de Corbera de 1521 remite al asedio que las tropas agermanadas opusieron al bando realista durante cuatro días, desde el 27 al 31 de junio en Corbera, en la Ribera Baja valenciana.

## La batalla
Las tropas agermanadas se dirigieron al castillo desde Alcira porque tenían noticias de que los caudillos de su bando hechos prisioneros en Albalat estaban custodiados allí. 
El duque de Gandía, Juan II de Borja, enemigo acérrimo de las Germanías y señor de la baronía de Corbera supo de las intenciones agermanadas. Es por ello que inició rápidamente preparativos de acondicionamiento del castillo y mejoró la guarnición de este.
El combate más intenso durante el sitio se produjo el día 28 cuando los defensores lograron repeler un ataque desde sus almenas tras el intento mediante escaleras de los sitiadores.
Al enterarse el virrey de Valencia y el duque de Gandía e iniciar los preparativos para el socorro, los agermanados optaron por levantar el sitio y replegarse a Alcira.